# Les modes
Las modas (Les modes, en català normatiu) és un drama de costums en tres actes, en vers i en català, original de Serafí Pitarra (pseudònim de Frederic Soler) i de Lluís Puigdalt (pseudònim de Frederic Passarell). L'obra és una adaptació de l'obra de Victorien Sardou La famille Benoiton, que havia tingut èxit al Theatre du Vaudeville de Paris al 1865.
Va ser estrenat el 20 de desembre de 1866, al Teatre Odeon de Barcelona, sota la direcció de Josep Vilahermosa.

## Repartiment de l'estrena
- Ramona: Francisca Soler.
- Berta: Anna Alfonso.
- Sara: Carlota de Mena.
- D. Lluís: Josep Villahermosa.
- El baró de Camprogench: Josep Clucellas.
- Pere: Lleó Fontova.
- Pau: Miquel Llimona.
- Un criat: Joaquim Bigorria.
- Un noi.